# Yinglong
Yinglong (kinesiska: 迎龙) är en köping i sydvästra Kina. Den ligger i stadsdistriktet Nan'an i storstadsområdet Chongqing, omkring 14 kilometer öster om det centrala stadsdistriktet Yuzhong. Antalet invånare är 16 319. Befolkningen består av 7 935 kvinnor och 8 384 män. Barn under 15 år utgör 12,0 %, vuxna 15-64 år 71 %, och äldre över 65 år 15,0 %.